# Francisco Morales Bermúdez Cerruti
Francisco Morales Bermúdez Cerruti (Lima, Perú, 4 d'octubre de 1921 - 14 juliol 2022), polític i militar peruà, va ser President del Perú de facto des de 1975 fins a 1980, en la denominada "segona etapa" del govern revolucionari de les forces armades.

## Biografia
Francisco Morales Bermúdez va néixer a Lima, el 4 d'octubre de 1921. Net del general Remigio Morales Bermúdez, qui fou President de la República des de 1890 a 1894. Va estudiar a Lima al Colegio de la Inmaculada (Jesuïtes). De formació militar iniciada quan tenia 18 anys, al final de la seva carrera va arribar a ostentar el grau de general de divisió.
Va ser Ministre de Finances durant el primer govern de Fernando Belaúnde Terry el 1968. Després del cop d'estat de 1968, sota el comandament del General Juan Velasco Alvarado, va ser nomenat cap de l'estat major, càrrec que va exercir des de 1969 fins a 1974.
Va ser President del Consell de Ministres i va ocupar la cartera del Ministeri de Guerra (avui fusionat en el Ministeri de Defensa) durant els anys 1974 i 1975 i, des de febrer de 1975, va ser Comandant General de l'Exèrcit. En aquest càrrec va encapçalar el Tacnazo, el 29 d'agost de 1975, un incruent cop d'estat contra el President Juan Velasco Alvarado i l'endemà s'autoproclama president de la República del Perú com a Cap d'Estat en la "Segona Fase" del Procés Revolucionari de les Forces Armades. Va ser recolzat per la CIA i els serveis secrets dels EUA que es trobaven instal·lats a Xile recolzant al dictador Augusto Pinochet. Davant la imminent invasió a Xile i la possible recuperació dels territoris d'Arica i Tarapacá pel Perú, va donar el cop d'estat a Velasco.
La seva intenció declarada va ser la rectificació dels excessos comesos en les reformes socials i econòmiques desenvolupades pel seu predecessor. Finalment, el seu govern va convocar a eleccions generals per a la conformació d'una Assemblea Constituent per la pressió de les marxes i vagues de la població. Aquestes eleccions van comptar amb la participació de les forces polítiques del país, els qui van participar en l'elaboració de la Constitució de 1979.
Al maig de 1980, es van dur a terme les eleccions per triar democràticament al nou President de la República. L'escrutini va donar per vencedor a Fernando Belaúnde Terry, qui havia estat deposat pel cop d'estat de Juan Velasco Alvarado i que va assumir la presidència el 28 de juliol d'aquest mateix any.